# Stade Metropolitano Ciudad de Itagüí
 (avril 2025).
Si vous disposez d'ouvrages ou d'articles de référence ou si vous connaissez des sites web de qualité traitant du thème abordé ici, merci de compléter l'article en donnant les références utiles à sa vérifiabilité et en les liant à la section « Notes et références ».
Le stade Metropolitano Ciudad de Itagüí (espagnol : Estadio Metropolitano Ciudad de Itagüí) est un stade omnisports situé à Itagüí, en Colombie.
Le stade possède une capacité de 12 000 places.